# Hollywood (TV-serie)
Hollywood är en amerikansk dramaserie från 2020. Serien är skapad av Ryan Murphy och Ian Brennan. Brennan och Murphy har även skrivit manus till serien. Första säsongen består av sju avsnitt.  
Den svenska premiären är planerad till den 1 maj 2020 på Netflix.

## Handling
Serien handlar om ett antal förhoppningsfulla blivande skådespelare och filmskapare som efter andra världskriget gör allt för att slå igenom i Hollywood och i underhållningsbranschen.

## Rollista (i urval)
| Darren Criss     | – Raymond Ansley     |
| David Corenswet  | – Jack Castello      |
| Jeremy Pope      | – Archie Coleman     |
| Laura Harrier    | – Camille Washington |
| Samara Weaving   | – Claire Wood        |
| Dylan McDermott  | – Ernie              |
| Holland Taylor   | – Ellen Kincaid      |
| Patti LuPone     | – Avis Amberg        |
| Jim Parsons      | – Henry Willson      |
| Jake Picking     | – Rock Hudson        |
| Queen Latifah    | – Hattie McDaniel    |
| Michelle Krusiec | – Anna May Wong      |
| Joe Mantello     | – Dick Samuels       |
| Maude Apatow     | – Henrietta          |